# Địch (họ)
Địch là một họ của người Trung Quốc (chữ Hán: 狄, Bính âm: Di). Trong danh sách Bách gia tính họ này xếp thứ 108. 

## Người Trung Quốc họ Địch nổi tiếng
- Địch Nhân Kiệt, Quan nhà Đường, Võ Chu
- Địch Thanh, danh tướng thời Tống Nhân Tông
- Địch Chí Viễn, cựu thành viên Hội đồng Lập pháp Hồng Kông
- Địch Dị Đạt, ca sĩ Hồng Kông